# توني غارسيا
توني غارسيا (بالإسبانية: Toni García)‏ هو لاعب كرة قدم إسباني، ولد في 24 يناير 1976 في قرطبة في إسبانيا. لعب مع ريال خاين وريال مدريد ج ونادي إكستريمادورا.

## وصلات خارجية
- توني غارسيا على موقع قاعدة بيانات كرة القدم.إي يو (الإنجليزية)
- توني غارسيا على موقع Soccerway.com (الإنجليزية)
- توني غارسيا على موقع AS.com (الإسبانية)